# Broeder

Broeder (trad.: frère) est un plat néerlandais ressemblant à du pain. Les principaux ingrédients sont la farine, la levure et des raisins secs. Traditionnellement, il est cuit dans un sac (ou une taie d'oreiller propre), puis coupé en tranches. Le kig ha farz breton utilise un mode de préparation comparable.

## Méthodes de préparation
Il y a différentes façons de préparer un broeder.
- La pâte est mise dans un sac, et le sac est mis à cuire dans l'eau pendant deux heures. Le broeder est ensuite tranché, puis servi avec une sauce au beurre et du sirop. Il peut être un plat principal ou un dessert.
- On prépare une pâte et on la laisse lever. Ensuite, elle est mise (avec des ingrédients ajoutés) dans une poêle avec de l'huile chaude pour être frite rapidement à feu vif. Le plat est ensuite cuit à feu doux. Dès qu'il est prêt, on ajoute de l'huile et on fait dorer l'autre côté. On le coupe en tranches et on le sert avec du sirop

## Jan-in-de-zak
Un autre plat qui est cuit dans un sac en tissu plongé dans l'eau bouillante est le Jan-in-de-zak (trad.: Jean-dans-le-sac). En plus des ingrédients du broeder, on y ajoute des morceaux de lard et éventuellement du lard. Après une heure et demie de cuisson, la préparation est sortie du sac puis mise à sécher dans une pièce. Dans les îles de la Frise, le plat est aussi appelé zakkoek.

## Potdik-in-de-tromme
Dans la Gueldre, on trouve une variante appelée Potdik-in-de-tromme. Après une heure et demie de cuisson, le plat est coupé en tranches et consommé avec des saucisses rôties et une fine sauce à la cannelle. Il était également consommé avec des haricots bruns (Bruine boon (nl)) et une pomme.
Dans l'Overijssel, le plat est appelé pork, pork signifiant dans le dialecte local "petit enfant" ou "bambin".

## Monde indien
Au Sri Lanka, du fait du Ceylan néerlandais, on peut acheter un burudala à la boulangerie, mot cinghalais qui vient du néerlandais broeder. On trouve aussi le breudher à Cochin, où les Néerlandais furent présents de 1663 à 1795.